# Gerardo Greco
Gerardo Greco (Roma, 13 gennaio 1966) è un giornalista, conduttore televisivo e autore televisivo italiano.

## Biografia
Nasce a Roma da genitori provenienti da zone diverse d'Italia: il padre è un neurologo di origine meridionale, mentre la madre era di origine trentina. Si laurea in scienze politiche a Roma presso la Luiss Guido Carli e, dopo aver vinto il concorso pubblico per il primo master presso la Scuola di giornalismo radiotelevisivo di Perugia, nel 1992 entra in Rai, dove esordisce come giornalista di cronaca. Successivamente si trasferisce a New York assumendo il ruolo di corrispondente per il Giornale Radio Rai e poi per il TG2: in questa veste segue le principali vicende della storia degli Stati Uniti d'America di inizio XXI secolo a partire dalla presidenza di Bush, fra cui gli attentati dell'11 settembre 2001, le successive guerre in Afghanistan e Iraq, la crisi economica del 2007, l'elezione di Barack Obama e il passaggio di consegne tra Fidel Castro e suo fratello Raúl a Cuba; inoltre, approfondisce il sistema statunitense nei suoi stereotipi e nelle sue contraddizioni, studiando la cultura sociopolitica degli USA e mettendo in luce il parallelismo con lo scenario europeo e italiano in particolare.
Nell’estate 2011 conduce Unomattina Estate su Rai 1 con Georgia Luzi, per poi tornare alla corrispondenza Rai da New York; l’anno successivo ripete la medesima esperienza a fianco di Benedetta Rinaldi.
Dal 4 marzo 2013 sostituisce Andrea Vianello alla conduzione di Agorà, programma mattutino di attualità di Rai 3. Nel gennaio 2017 Agorà ottiene quattro puntate in prima serata, prendendo il posto dello sfortunato talk Politics condotto da Gianluca Semprini, e nella prima puntata riesce a migliorare di un punto il risultato del suo predecessore.
Dal 15 giugno 2017 al 24 giugno 2018 dirige il Giornale Radio Rai e Rai Radio 1.
A fine giugno 2018 Mediaset annuncia ufficialmente l'approdo del giornalista nell'azienda, affidandogli la conduzione di W l'Italia - Oggi e domani, un nuovo talk di prima serata andato in onda su Rete 4 per pochi mesi e chiuso anticipatamente a causa dei bassi ascolti registrati, e la direzione del TG4: Greco ricopre questo incarico dal 10 agosto 2018 al 26 febbraio 2019, quando rescinde il contratto che lo lega a Mediaset e viene sostituito da Rosanna Ragusa.
Nell'agosto 2020 ottiene l'incarico di consulente per i programmi di informazione del day-time di LA7 e nel 2025 diventa vicedirettore del TG LA7 e conduttore di Omnibus, subentrando a Edgardo Gulotta in seguito al suo pensionamento.

## Vita privata
Sposato con la giornalista Monia Venturini, ha un figlio di nome Bernardo, nato a New York nel 2006.

## Programmi televisivi
- Unomattina Estate (Rai 1, 2011-2012)
- I Nostri Angeli - Premio Luchetta (Rai 1, 2011)
- Premio Biagio Agnes (Rai 1, 2013-2014)
- Agorà (Rai 3, 2013-2017)
  - Agorà - Duemiladiciassette (Rai 3, 2017)
- Slang (Rai 3, 2014-2015)
- TG4 (Rete 4, 2018-2019)
- W l'Italia - Oggi e domani (Rete 4, 2018)
- L'aria di domenica (LA7, 2020)
- Omnibus (LA7, 2025-in corso)

## Programmi radiofonici
- Baobab (Rai Radio 1, 1999-2001)
- Speciale GR1 (Rai Radio 1, 2017-2018)
- Gioco a premier (Rai Radio 1, 2018)

## Opere
- Alessandra D'Asaro, Filippo Nanni e Gerardo Greco, Sopravvivere al G8: la sfida dei ribelli al mercato mondiale, Roma, Editori Riuniti, 2001, ISBN 88-359-5088-0.
- Good Morning America, Milano, Sperling & Kupfer, 2009, ISBN 978-88-200-4708-5.
- Guerra calda: verità e menzogne sui rischi del clima impazzito: il romanzo del global warming, Milano, Solferino, 2019, ISBN 978-88-282-0265-3.